# Кучук-Найман
Кучу́к-Найма́н (укр. Кучук-Найман, крымскотат. Küçük Nayman, Кучюк Найман) — исчезнувшее село в Джанкойском районе Крыма, располагавшееся на севере района, на берегу одного из заливов Сиваша, примерно в 4 километрах к северу от современного села Рюмшино.

## История
Первое документальное упоминание села встречается в Камеральном Описании Крыма… 1784 года, судя по которому, в последний период Крымского ханства Кучук Найман входил в Дип Чонгарский кадылык Перекопского каймаканства. После присоединения Крыма к России (8) 19 апреля 1783 года, (8) 19 февраля 1784 года, именным указом Екатерины II сенату, на территории бывшего Крымского Ханства была образована Таврическая область и деревня была приписана к Перекопскому уезду. После Павловских реформ, с 1796 по 1802 год, входила в Перекопский уезд Новороссийской губернии. По новому административному делению, после создания 8 (20) октября 1802 года Таврической губернии, Кучук-Найман был включён в состав Биюк-Тузакчинской волости Перекопского уезда.
По Ведомости о всех селениях в Перекопском уезде состоящих с показанием в которой волости сколько числом дворов и душ… от 21 октября 1805 года, в деревне Найман числилось 10 дворов, 59 крымских татар и 4 ясыров. На военно-топографической карте генерал-майора Мухина 1817 года Найман обозначен также с 10 дворами. После реформы волостного деления 1829 года Кучук-Найман, согласно «Ведомости о казённых волостях Таврической губернии 1829 года», остался в составе Тузакчинской волости. На карте 1836 года в деревне 12 дворов Затем, видимо, вследствие эмиграции крымских татар в Турцию, деревни заметно опустели и на карте 1842 года Кучук Найман обозначен условным знаком «малая деревня», то есть, менее 5 дворов.
В 1860-х годах, после земской реформы Александра II, деревню включили в состав Бурлак-Таминской волости, но, по обследованиям профессора А. Н. Козловского начала 1860-х годов, в селении «… нет другой воды кроме копаней глубиною 5—6 саженей (10—12 м). Вода в них не постоянна, притом половина копаней с пресною, а половина с солёною водою» (копань — выкопанная на месте с близким залеганием грунтовых вод яма). Согласно «Памятной книжке Таврической губернии за 1867 год», деревня Кучук-Найман была покинута жителями в 1860—1864 годах, в результате эмиграции крымских татар, особенно массовой после Крымской войны 1853—1856 годов, в Турцию и оставалась в развалинах. В последний встречается в Статистическом справочнике Таврической губернии. Ч.II-я. Статистический очерк, выпуск пятый Перекопский уезд, 1915 год, согласно которому в Воинской волости Перекопского уезда числилось 2 хутора Кучук-Найман с русским населением: Черкашина (1 двор, 8 человек приписных жителей и 3 «посторонних») и Каракаша, Нусурета и Германа (1 двор, 6 приписных жителей).